# Portugees voetballer van het jaar
Portugees voetballer van het jaar is een prijs die elk voetbalseizoen wordt uitgereikt aan de beste speler uit de Portugese competitie. Van 1970 tot 2000 werd de prijs overhandigd aan de beste Portugese voetballer.

## Winnaars

### 1970-2000
| Jaar | Winnaar            | Club                             |
| ---- | ------------------ | -------------------------------- |
| 1970 | Eusébio            | Benfica                          |
| 1971 | Nené               | Benfica                          |
| 1972 | Toni               | Benfica                          |
| 1973 | Eusébio            | Benfica                          |
| 1974 | Humberto Coelho    | Benfica                          |
| 1975 | João Alves         | Benfica                          |
| 1976 | Fernando Chalana   | Benfica                          |
| 1977 | Manuel Bento       | Benfica                          |
| 1978 | António Oliveira   | FC Porto                         |
| 1979 | José Costa         | FC Porto                         |
| 1980 | Rui Jordão         | Sporting Lissabon                |
| 1981 | António Oliveira   | Sporting Lissabon                |
| 1982 | António Oliveira   | Sporting Lissabon                |
| 1983 | Fernando Gomes     | FC Porto                         |
| 1984 | Fernando Chalana   | Benfica                          |
| 1985 | Carlos Manuel      | Benfica                          |
| 1986 | Paulo Futre        | FC Porto                         |
| 1987 | Paulo Futre        | FC Porto / Atlético Madrid       |
| 1988 | Rui Barros         | FC Porto / Juventus              |
| 1989 | Vítor Baía         | FC Porto                         |
| 1990 | Domingos Paciência | FC Porto                         |
| 1991 | Vítor Baía         | FC Porto                         |
| 1992 | João Pinto         | Benfica                          |
| 1993 | João Pinto         | Benfica                          |
| 1994 | João Pinto         | Benfica                          |
| 1995 | Luís Figo          | Sporting Lissabon / FC Barcelona |
| 1996 | Luís Figo          | FC Barcelona                     |
| 1997 | Luís Figo          | FC Barcelona                     |
| 1998 | Luís Figo          | FC Barcelona                     |
| 1999 | Luís Figo          | FC Barcelona                     |
| 2000 | Luís Figo          | FC Barcelona                     |

### 2001-heden
| \| Jaar \| Winnaar \| Club \| \| ---- \| ---------------- \| ----------------- \| \| 2001 \| Petit \| Boavista \| \| 2002 \| Mário Jardel \| Sporting Lissabon \| \| 2003 \| Ricardo Carvalho \| FC Porto \| \| 2004 \| Deco \| FC Porto \| \| 2005 \| Ricardo Quaresma \| FC Porto \| \| 2006 \| Ricardo Quaresma \| FC Porto \| \| 2007 \| Simão \| Benfica \| \| 2008 \| Lisandro López \| FC Porto \| \| 2009 \| Bruno Alves \| FC Porto \| \| 2010 \| David Luiz \| Benfica \| \| 2011 \| Hulk \| FC Porto \| \| 2012 \| Hulk \| FC Porto \| |                  |                   |
| Jaar | Winnaar          | Club              |
| 2001 | Petit            | Boavista          |
| 2002 | Mário Jardel     | Sporting Lissabon |
| 2003 | Ricardo Carvalho | FC Porto          |
| 2004 | Deco             | FC Porto          |
| 2005 | Ricardo Quaresma | FC Porto          |
| 2006 | Ricardo Quaresma | FC Porto          |
| 2007 | Simão            | Benfica           |
| 2008 | Lisandro López   | FC Porto          |
| 2009 | Bruno Alves      | FC Porto          |
| 2010 | David Luiz       | Benfica           |
| 2011 | Hulk             | FC Porto          |
| 2012 | Hulk             | FC Porto          |

Azerbeidzjan · België (HLN · PL) · Bosnië-Herzegovina · Bulgarije · Denemarken · Duitsland · Engeland (PFA · FWA) · Estland · Finland · Frankrijk (FF · UNFP) · Georgië · Gibraltar · Griekenland · Hongarije · Ierland · Israël · Italië · Kazachstan · Kosovo · Kroatië · Letland · Liechtenstein · Litouwen · Luxemburg · Malta · Moldavië · Nederland · Noord-Macedonië · Noorwegen · Oekraïne · Oostenrijk · Polen · Portugal (CNID · PGB) · Roemenië · Rusland ("Futbol" · "Sport-Express") · Schotland (SPFA · SFWA) · Servië · Slowakije · Sovjet-Unie · Spanje (TADS · PDB · LFP) · Tsjechië (ČMFS · KSN) · Wit-Rusland · Zweden · Zwitserland